# Cerkev sv. Janeza, Cēsis
Cerkev sv. Janeza v Cēsisu (lat. Cēsu Svētā Jāņa baznīca), tudi Evangeličanska luteranska cerkev sv. Janeza (Cēsu Svētā Jāņa evaņģēliski luteriskā baznīca) je evangeličansko-luteranska cerkev v opečnem gotskem slogu. Stavba je najpomembnejša srednjeveška bazilika v Latviji zunaj Rige.

## Lega in zgodovina
Cerkev stoji v središču mesta med starim mestom in Novim gradom ter ruševinami gradu nemškega reda in je posvečena sv. Janezu Evangelistu.
Dogovor med mojstrom reda Wilhelmom von Nindorfom in riškim škofom o gradnji cerkve je omenjen v Livonski kroniki (Chronicon Livoniae) Hermanna von Wartbergeja. Zgodovinarji dajejo temeljni kamen cerkve na leto 1284.
Na začetku 16. stoletja je cerkev postala luteranska in središče reformacije. Kot rezultat livonske vojne je bila stavba hudo poškodovana in je bila ponovno pokatoličena ter postala sedež škofije Wenden. V dvajsetih letih 17. stoletja, ko so Švedi v tridesetletni vojni osvojil Livonijo, je cerkev spet postala luteranska. Do leta 1855 je bila služba izključno v nemščini. Nato sta si latvijska in nemška skupnost cerkev delili do leta 1939.
Ponavljajoči požari so uničili dele stavbe. Cerkev, ki so jo leta 1613 označili za 'zelo razkrojeno', so jo v naslednjih letih ponovno obnovili katoliška cerkev in njen škof Otto von Schenking. Po udarcu strele leta 1663 je bila cerkev približno 100 let na robu propada.

## Arhitektura
Prvotna bazilika, zgrajena iz dolomita in opeke, ni imela ne stolpa ne dvignjene osrednje ladje. Zaradi sprememb in dozidav, zlasti po posledicah vojne in požara, se je videz in notranja oprema cerkve skozi stoletja večkrat spremenila. Markantni oporniki izvirajo iz 18. stoletja. Neogotski stolp je bil zgrajen od leta 1853.
V cerkvi in na njej je veliko umetniško zgodovinsko dragocenih podrobnih predmetov, kot so srednjeveška sončna ura, stenske poslikave, nagrobne plošče, obzidani grbi in napisi itd

## Značilnost
Trenutno je cerkev sv. Janeza največja gotska bazilika zunaj Rige. Njena dolžina je 65 metrov, širina templja pa 32 metrov. Omenjeni neogotski stolp organsko krona zahodni del cerkve. Cerkev je zasnovana za natanko tisoč sedežev. Številni notranji predmeti so nesporne kulturne in zgodovinske vrednosti in spadajo med kulturne spomenike državnega pomena. Ob ogledu panorame se odpre slikovit pogled na Zilays kalns (v prevodu Modri hrib), ki je 40 kilometrov oddaljen od cerkve. Cerkev se ponaša z izjemno lego: njen prag se dviga 100 metrov nad morjem.
V okviru mednarodnega festivala mladih organistov v cerkvi redno prirejajo glasbene prireditve. V cerkvi so tudi različne razstave verskega in posvetnega slikarstva.

### Oltar
Že omenjena visoka kulturna in zgodovinska vrednost številnih predmetov zadeva predvsem cerkveni oltar. V neogotskem slogu ga je zasnoval dvorni arhitekt Andrej Ivanovič Stackenschneider, ki je delal v času vladavine ruskega carja Nikolaja I.. Ta arhitekt nemškega izvora je znan po svojih veličastnih delih v Sankt Peterburgu - predvsem v palači Mariinski, zasnovani in zgrajeni v letih 1839-1844, v kateri je danes mestna hiša kulturne prestolnice Rusije, pa tudi Nikolajeva palača, ki se trenutno imenuje Palača dela. Kiparsko dekoracijo oltarja je izvedel mojster stavbnega pohištva Vidzeme, znani rezbar v Wendnu po imenu Bidenroth. Pomembno finančno podporo za nastanek razkošnega oltarja je zagotovil lastnik grajskega posestva v okolici Vendena, predstavnik plemiške družine Eastsee von Sievers.

### Oltarna slika
Avtor religiozne slike v središču oltarja je estonski slikar Johannes Kehler. V pogledu religioznih zapletov likovne umetnosti je slika triptih, sestavljen iz komplementarnih komponent, ki se imenujejo Golgota, Kristus pri križu in Križanje, na splošno pa je ta kompleks oltarnega nastavka dobil avtorjevo ime PIETA (prizor žalovanja Matere Božje za Kristusom). Umetnik je sliko dokončal pozimi 1858; naslikal jo je v olju na platnu; velikost je 4,63 krat 2,04 metra. Ta slika ima več kopij, ki so v različnih cerkvah različnih držav: v cerkvi švedsko-luteranske župnije v Sankt Peterburgu, v cerkvi sv. Martina (v Rigi), v cerkvi sv. Boštjana na Dunaju in v cerkvi skupnosti Karkus v Estoniji. Na začetku 20. stoletja je bila priznana kot najdražja oltarna slika v baltskih provincah Ruskega imperija.
- Johann Christoph Brotze: Razglednica cerkve sv. Janeza v Wendnu, 1793
- Stranski pogled na cerkev
- Nagrobna plošča Woltersa von Plettenberga

## Grobnice
V času stolnice livonskega reda so bili tu pokopani:
- Johann Freitag von Loringhoven (mojster reda)
- Wolter von Plettenberg (mojster reda)
- Hermann von Brüggenei (mojster reda)
- Andrzej Patrycy Nidecki (škof)